# Lucas Pino
Lucas Pino (Phoenix (Arizona), 19 april 1987) is een Amerikaanse jazzmuzikant (saxofoon, klarinet, fluit) en -componist van de modernjazz.

## Biografie
Pino deed zijn eerste muzikale ervaring op in het kerkkoor en in het schoolkoor. Op 10-jarige leeftijd begon hij saxofoon te spelen. Als middelbare scholier ontving hij in 2004 een studiebeurs, de DownBeat Student Music Award voor beste instrumentale solist en studeerde van 2005 tot 2007 aan het Brubeck Institute bij Dave Brubeck. Hij behaalde zijn Bachelor of Fine Arts in jazz performance aan The New School in New York in 2009 en zijn Master of Music in 2011 aan de Juilliard School.
Vanaf de jaren 2000 werkte Pino in het Amerikaanse jazzcircuit met muzikanten als Curtis Fuller, Benny Golson, Jimmy Heath, Christian McBride, Carl Allen, Benny Green en David Sanborn. Eerste opnamen werden gemaakt in 2005 met saxofonist Chris Stewart in Arizona (staat). In de daaropvolgende jaren speelde hij met muzikanten als Lea DeLaria, Gideon van Gelder, Takuya Kuroda, Richard Boukas, David Lopato, Lauren Desberg, Rafal Sarnecki, Nick Finzer, Jeremy Siskind, Dave Baron, Alex Wintz, Jorn Swart, Marike van Dijk, Steven Lugerner en Florian Höfner. Pino dirigeert sinds 2009 No Net Nonet, waarmee hij sinds 2013 één keer per maand optreedt in de New Yorkse Smalls. Het debuutalbum kwam uit in 2015. Op het gebied van jazz was hij tussen 2005 en 2018 betrokken bij 18 opnamesessies.
Volgens Jack Bowers (All About Jazz) doen Pino's composities denken aan die van Charles Mingus en Bob Brookmeyer. In 2018 kwam het derde album That's a Computer uit van Pino's Non No Nonet, welke titel verwijst naar de onvriendelijke en afwijzende opmerking van een voormalige leraar van Pino aan de Juilliard School na het horen van zijn compositorische werk.

## Discografie
- 2008: Yellow Flower with Snail (2008)
- 2015: No Net Nonet (Origin Records), met Mat Jodrell, Nick Finzer, Alex LoRe, Andrew Gutauskas, Glenn Zaleski, Rafal Sarnecki, Desmond White, Colin Stranahan
- 2017: Nick Finzer, Lucas Pino, Alex Wintz, Glenn Zaleski, Dave Baron, Jimmy Macbride: Hear & Now (Outside in Music)
- 2017: Lucas Pino No Net Nonet: The Answer Is No (Inside Out), met Alex LoRe, Andrew Gutauskas, Mat Jodrell, Nick Finzer, Rafat Sarnecki, Glenn Zaleski, Desmond White, Jimmy Macbride
- 2018: Lucas No Net Nonet: That's a Computer, Alex LoRe, Mat Jodrell, Nick Finzer, Andrew Gutauskas, Rafal Sarnecki, Glenn Zaleski,  Desmond White, Jimmy Macbride, Camila Meza